# Steven Pim
Steven Pim, mort le 24 septembre 2023 à Port Moresby, est un homme politique papou-néo-guinéen.

## Biographie
Issu d'une communauté rurale de la province des Hautes-Terres occidentales, il obtient un diplôme de licence (Bachelor of Arts) en science politique de l'université de Papouasie-Nouvelle-Guinée.
Il entre au Parlement national comme député de Dei (province des Haute-Terres occidentales) avec l'étiquette du parti Congrès national populaire aux élections législatives de 2022, et est nommé ministre fantôme du Pétrole et des Mines dans le cabinet fantôme (Shadow Cabinet) de Joseph Lelang.  
Durant la première année de la législature, il obtient l'installation de 250 panneaux solaires dans sa circonscription pour y fournir en électricité et en lumière les marchés, les églises, les places principales, les arrêts de bus, les tribunaux et les centres culturels des villages, ainsi que la route principale reliant le district de Dei au reste du pays. 
Il est victime d’une crise cardiaque le soir du 24 septembre 2023, et décède à l'Hôpital international du Pacifique à Port-Moresby,.